# Sala híbrida
Uma sala híbrida é uma sala cirúrgica equipada  com equipamentos avançados de imagens como um equipamento de angiografia, tomógrafo (CT) ou ressonância magnética (MRI) scanners MRI. Estes  equipamentos de imagem permitem a realização de procedimentos minimamente invasivos, que são menos traumáticos para o paciente. Minimamente invasivo significa que o cirurgião não necessita “abrir o paciente” completamente para obter acesso à parte do corpo onde será realizada a cirurgia, mas pode inserir cateteres ou endoscópios através de pequenas incisões. Apesar de sistemas de imagem já fazerem parte dos componentes padrões de um centro cirúrgico por um longo tempo na forma de arcos-C móveis, ultrassom e endoscopia, estes novos procedimentos minimamente invasivos requerem técnicas de imagem que consigam visualizar partes menores do corpo, como por exemplo, vasos extremamente finos no músculo cardíaco, o que pode ser facilitado através de imagens intraoperatórias 3D.

## Aplicações Clínicas
Atualmente, salas híbridas são principalmente utilizadas em cirurgia cardíacas, vasculares e neurocirurgias, porém, podem ser adequadas para diversas outras disciplinas cirúrgicas.

### Cirurgia cardiovascular
O reparo de válvulas cardíacas doentes e o tratamento cirúrgico de distúrbios de ritmo e aneurismas aórticos podem se beneficiar dos recursos de imagem de uma sala híbrida. Cirurgia cardíaca híbrida é um tratamento bastante difundido para essas doenças.
Além disso, o avanço no tratamento endovascular de aneurismas da aorta abdominal impulsionou a propagação de sistemas angiográficos em ambientes cirúrgicos vasculares. Particularmente para enxertos complexos, um ambiente híbrido deve ser um requisito básico, sendo também bem preparado para tratamentos de emergência.
Alguns cirurgiões não só verificam o implante de enxertos complexos, mas também utilizam o sistema de angiografia e as aplicações oferecidas para o planejamento do procedimento. Como a anatomia sofre mudanças entre um CT pré-operatório e a fluoroscopia intraoperatória, devido ao posicionamento do paciente e a inserção de materiais rígidos, um planejamento muito mais preciso se torna possível se o cirurgião realizar uma angiografia rotacional intraoperatória, tomar uma segmentação automática da aorta, colocar marcadores nas artérias renais e realizar outras marcações em 3D e então realizar uma sobreposição com a fluoroscopia 2D. Esta orientação é atualizada com qualquer alteração da angulação/posição do braço-C ou da posição da mesa.

### Neurocirurgia
Em neurocirurgia, exemplos de aplicações para salas híbridas são: fusão espinhal e embolização de aneurisma intracranial. Em ambos os casos, tais procedimentos em salas híbridas foram classificados como promissores para melhorar os resultados, sendo que para procedimentos de fusão espinhal, uma integração com um sistema de navegação pode melhorar ainda mais o fluxo de trabalho.

### Cirurgia torácica e procedimentos endobrônquicos
Procedimentos para diagnóstico e tratamento de pequenos nódulos pulmonares também têm sido realizados recentemente em salas híbridas. Deste modo, a orientação da imagem intervencionista oferece a vantagem de se saber a posição precisa dos nódulos, principalmente em tumores pequenos ou os chamados “ground-glass opaques”, metástases, e/ou pacientes com função pulmonar reduzida. Isto permite uma navegação precisa em biópsias e ressecção por cirurgia torácica vídeo assistida (VATS). Mais importante ainda, a utilização de imagens intervencionistas em VATS pode substituir a perda de senso tátil. Esta nova abordagem proporciona também a possibilidade de poupar o tecido pulmonar saudável conhecendo a posição exata do nódulo, o que aumenta a qualidade de vida do paciente após o procedimento.
O processo para o diagnóstico e tratamento geralmente compreende três passos:
•	Detecção de nódulos em CT ou raios-x do tórax;
•	Biópsia de nódulo para avaliar o grau de malignidade;
•	Se necessário, o tratamento de nódulo através de cirurgia/radioterapia/quimioterapia (abordagem curativa) ou através de quimioembolização/ablação (abordagem paliativa).
A sala híbrida suporta os passos dois e três (caso seja realizada uma cirurgia) deste fluxo de trabalho.

#### Biópsia
Pequenos nódulos pulmonares identificados em um CT de tórax devem ser examinados para detecção de malignidade, assim, uma pequena amostra de tecido é retirada através de um procedimento de punção. A agulha avança através da árvore brônquica, ou de maneira transtorácica, em direção à posição do nódulo. Para certificar-se que o tecido do nódulo foi capturado, e não acidentalmente de um tecido pulmonar saudável, modalidades de imagem como braço-C móvel, ultrassom, ou broncoscópios são utilizados. A taxa de rendimento de biópsias em nódulos pequenos, de acordo com relatos, está entre 33-50% em tumores menores que 3 cm.
Para aumentar a taxa de rendimento, a imagem intervencionista avançada com braços-C angiográficos tem se provado eficiente. A vantagem da imagem durante o procedimento é que o paciente e o diafragma estão exatamente na mesma posição durante a aquisição de imagem 2D/3D e a biópsia. Assim, a precisão é geralmente bem superior quando comparado com a utilização de dados pré-operatórios.
A angiografia rotacional permite a visualização da árvore brônquica em 3D durante o procedimento. Deste modo, o ar serve como agente de contraste “natural”, assim, os nódulos são bem visíveis. Com a ajuda da imagem 3D e a utilização de softwares dedicados, os nódulos podem ser demarcados juntamente com um caminho planejado da agulha para a biópsia (endobronquialmente ou transtoracicamente). Estas imagens podem, posteriormente, ser sobrepostas com a fluoroscopia ao vivo.  Isto dá ao pneumologista uma melhor orientação em direção aos nódulos.  Taxa de rendimento de 90% em nódulos de 1-2 cm, e 100% em nódulos maiores que 2 cm foram relatados com esta abordagem.

#### Cirurgia
VATS (cirurgia torácica vídeo assistida) é uma técnica minimamente invasiva para a ressecção de nódulos pulmonares que poupa o paciente do trauma causado por uma toracotomia. Assim, pequenos “ports” são usados para acessar os lóbulos pulmonares e introduzir uma câmera em uma toracoscopia, juntamente com os instrumentos necessários. Enquanto este procedimento agiliza a recuperação e reduz potencialmente complicações, a perda de visão natural e senso tátil torna difícil para o cirurgião localizar os nódulos, especialmente em casos de lesões não superficiais, “ground glass opaque”e lesões pequenas.
De acordo com estudos, a taxa de rendimento para nódulos menores que 1 cm pode ser menor que 40%. Como consequência, algumas das vezes tecido saudável é ressecado em maior quantidade do que é realmente necessário. A utilização de imagem intraoperatória em salas cirúrgicas auxilia na localização precisa e ressecção da lesão de forma rápida e poupando tecidos saudáveis.
Para utilizar orientação por imagem durante VATS, uma angiografia rotacional deve ser realizada antes da introdução dos “ports”, ou seja, antes do lóbulo em questão ser esvaziado. Desta forma, a lesão é visível através do contraste natural de ar. Numa segunda etapa, “hook wires”, “thread needles”, ou agente de contraste (Lipiodol, lopamidol) são introduzidos na lesão ou próximos dela para assegurar visibilidade no angiograma após a deflação pulmonar. Então, a parte convencional da VATS se inicia com a introdução de toracoscópios.
Posteriormente, o sistema de imagem é utilizado no modo fluoroscopia, onde tanto os instrumentos inseridos quanto a lesão previamente demarcada são bem visíveis, tornando possível uma ressecção precisa.  No caso de agente de contraste ter sido utilizado para demarcar a lesão, ele vai drenar para os nódulos linfáticos regionais, o que pode, então, ser ressecado no mesmo procedimento.

## Técnicas de imagem

### Técnicas de imagem com braço-C fixo

#### Fluoroscopia e aquisição de dados
A fluoroscopia é realizada com raios-x contínuo para guiar a progressão do cateter ou de outros dispositivos no interior do corpo nas imagens ao vivo. Para retratar estruturas anatômicas e dispositivos finos, qualidade de imagem excepcional se faz necessária. Em particular, em intervenções cardíacas, realizar uma aquisição de imagem do coração em movimento exige uma taxa de quadros elevada (30 q/s, 60 Hz) e alta potência de saída (pelo menos 80 kW). A qualidade de imagem necessária para aplicações cardíacas pode ser alcançada somente por sistemas angiográficos fixos de alta potência, não sendo possível com braços-C móveis.
Os sistemas de angiografia fornecem o chamado modo de aquisição, que armazena as imagens obtidas automaticamente no sistema para serem carregadas posteriormente em um arquivo de imagens. Enquanto a fluoroscopia padrão é predominantemente utilizada para orientar dispositivos e reposicionar o campo de visão (FoV), a aquisição de dados é aplicada para fins de diagnóstico ou relatórios. Em particular, quando o agente de contraste é injetado, uma aquisição de dados é obrigatória, pois as sequências armazenadas podem ser repetidas tantas vezes quanto necessárias, sem re-injeção de contraste.
Para alcançar uma qualidade de imagem suficiente para diagnósticos e relatórios, o sistema de angiografia utiliza até 10 vezes mais dose de raios-X do que uma fluoroscopia padrão, assim, a aquisição de dados deve ser aplicada somente quando realmente necessária. A aquisição de dados serve como base para técnicas de imagem avançada, como DSA (subtração digital angiográfica) e angiografia rotacional.

#### Angiografia rotacional
Angiografia rotacional é uma técnica utilizada para adquirir imagens 3D semelhantes à CT durante procedimentos com um braço-C fixo. Para realizar esta imagem, o braço-C rotaciona em torno do paciente adquirindo uma série de projeções, que serão reconstruídas em um conjunto de dados 3D.

#### Subtração digital angiográfica
A subtração digital angiográfica (DSA) é uma técnica de imagem 2D para a visualização de vasos sanguíneos no corpo humano (Katzen, 1995). Para DSA, uma mesma sequência de projeções é adquirida sem e em seguida com a injeção de contraste através dos vasos sob investigação. A primeira imagem é subtraída da segunda para remover as estruturas de segundo plano (ossos, por exemplo) o mais completamente possível, visando apresentar os vasos preenchidos com contraste de forma mais nítida. Como há uma defasagem de tempo entre a aquisição da primeira imagem e da segunda, algoritmos de correção de movimento são necessários para remover artefatos de movimento.
Uma aplicação avançada do DSA é o roadmapping. A partir da sequência DSA adquirida, o quadro de imagem com maior opacificação do vaso é identificado e designado para ser chamado de máscara roadmap. Esta máscara é continuamente subtraída das imagens da fluoroscopia ao vivo para gerar imagens fluoroscópicas subtraídas em tempo real, sobrepostas às imagens estáticas da estrutura vascular.
O benefício clínico é a melhor visualização de estruturas pequenas e complexas sem confusão com tecidos subjacentes para dar suporte na colocação de cateteres e fios-guia.

#### Registro 2D/3D

##### Fusão de imagem e sobreposição 2D/3D
Sistemas angiográficos modernos não são utilizados apenas para imagem, mas também para dar suporte ao cirurgião durante o procedimento, orientando a intervenção baseado na informação 3D adquirida quer no pré-operatório ou intraoperatório. Esta orientação requer que a informação 3D seja registrada para o paciente, o que é feito utilizando algoritmos especiais de software.

##### Fluxo de informação entre workstation e sistema de angiografia
As imagens 3D são calculadas a partir de um conjunto de projeções adquiridas durante a rotação do braço-C em torno do paciente e a reconstrução de volume é realizada em uma estação de trabalho separada.
O braço-C e a estação de trabalho estão interligados e se comunicam continuamente, por exemplo, quando o usuário rotaciona virtualmente o volume na estação de trabalho para visualizar a anatomia a partir de uma determinada perspectiva, os parâmetros dessa visão podem ser transmitidos para o sistema angiográfico, que posteriormente dirige o braço-C para exatamente a mesma perspectiva na fluoroscopia. Da mesma forma, se a angulação do braço-C for alterada, esta angulação pode ser transmitida para a estação de trabalho, que atualiza o volume para a mesma perspectiva à da fluoroscopia.
O algoritmo de software que está por trás deste processo é chamado registro e pode também ser realizado com outras imagens DICOM, como dados de CT ou MR adquiridos no pré-operatório.

##### Sobreposição de informação 3D com fluoroscopia 2D
A imagem 3D pode ser sobreposta com código de cores à imagem fluoroscópica, sendo que qualquer alteração na angulação do braço-C fará com que a estação de trabalho recalcule em tempo real a visão na imagem 3D que corresponde exatamente à fluoroscopia 2D ao vivo. Sem injeção adicional de contraste, o cirurgião pode observar os movimentos do dispositivo simultaneamente com a sobreposição 3D dos contornos dos vasos na imagem fluoroscópica.
	Uma forma alternativa de se acrescentar informações da estação de trabalho à imagem fluoroscópica é sobrepor, após segmentação manual ou automática das estruturas anatômicas de interesse na imagem 3D, a linha limite como forma de contorno, o que fornece informação adicional não visível na imagem fluoroscópica.
	Alguns softwares disponíveis fornecem marcadores automaticamente, sendo que marcadores adicionais podem ser inseridos manualmente pelo cirurgião ou técnico qualificado. Um exemplo é o implante de stents fenestrados no tratamento de aneurisma na aorta abdominal. Os óstios das artérias renais podem ser circulados na imagem 3D e posteriormente sobrepostos à fluoroscopia ao vivo, e como a marcação é feita em 3D, ela irá atualizar com qualquer mudança de angulação fluoroscópica para alinhar com a vista atual.

##### Orientação durante Implante Percutâneo de Válvula Aórtica (TAVI)
O Implante Percutâneo de Válvula Aórtica requer o posicionamento exato da válvula na raiz aórtica para evitar complicações. Uma boa visualização fluoroscópica é essencial, onde um ângulo perpendicular exato em relação à raiz aórtica é considerado ideal para o implante.
Recentemente, aplicações foram lançadas para dar suporte ao cirurgião na escolha da angulação ideal ou mesmo para movimentar o braço-C automaticamente para a posição perpendicular à raiz aórtica. Algumas abordagens são baseadas em imagens CT pré-operatórias que são utilizadas para fazer a segmentação da aorta e calcular o ângulo de visão ideal para o implante da válvula.
Imagens CT devem ser registradas com o CT adquirido com braço-C ou imagens fluoroscópicas para transferir o volume 3D para o sistema de angiografia real.  Erros durante o processo de registro podem resultar na diversificação das angulações ideais do braço-C, que deve ser corrigida manualmente. Além disso, variações anatômicas entre a imagem CT adquirida no pré-operatório e na cirurgia não são contabilizadas. Durante aquisições em um tomógrafo, geralmente os pacientes ficam com as mãos para cima, enquanto que a cirurgia é realizada com os braços ao lado do paciente, o que leva a erros substanciais.
Outras abordagens utilizam algoritmos puramente baseados em imagens CT feitas no centro cirúrgico a partir do próprio sistema de angiografia são inerentemente registrados ao paciente e apresentam as estruturas anatômicas atuais. Com esta abordagem, o cirurgião não depende de imagens CT pré-operatórias adquiridas pelo departamento de radiologia, o que simplifica o fluxo de trabalho no centro cirúrgico e reduz erros no processo.

#### Imagem Funcional no centro cirúrgico
Melhorias na tecnologia de braço-C, hoje em dia, também permitem imagens de perfusão e visualização do volume de sangue do parênquima no centro cirúrgico. Para isto, uma angiografia rotacional (3D-DSA) é combinada com um protocolo de injeção modificado e um algoritmo especial de reconstrução. O fluxo de sangue pode, então, ser visualizado no decurso de tempo, o que pode ser útil em tratamento de pacientes que sofrem de acidente vascular cerebral isquêmico.

### Técnicas de imagem com tomografia computadorizada (CT)
Um sistema CT montado em trilhos pode ser deslocado para dentro e fora do centro cirúrgico para dar suporte a procedimentos cirúrgicos complexos, como cirurgias cerebrais, na coluna vertebral e trauma. O Centro Médico Johns Hopkins Bayview, em Maryland, descreve que o uso de CT intraoperatório tem um impacto positivo nos resultados dos pacientes, melhorando a segurança, reduzindo infecções e diminuindo o risco de complicações. 

### Técnicas de imagem com terapia de ressonância magnética (MRT)
Imagens adquiridas através de ressonância magnética são utilizadas em neurocirurgias:
•	Antes da cirurgia: permitindo um planejamento preciso;
•	Durante a cirurgia: dando suporte à tomada de decisão e contabilizando mudanças cerebrais;
•	Após a cirurgia: para avaliar os resultados.
	Um sistema MRT geralmente requer uma grande quantidade de espaço tanto na sala, como ao redor do paciente. Não é possível realizar cirurgia em uma sala MRT normal, assim, para a sua utilização durante um procedimento, há duas soluções. Uma é a utilização de um MRT móvel, que pode ser movido para dentro da sala apenas quando a aquisição de imagem for necessária. A outra solução é transportar o paciente para o scanner MR em uma sala adjacente durante a cirurgia.

## Considerações de planejamento

### Localização/Organização
Não só o uso de uma sala de operação híbrida é “híbrida”, como também tem o seu papel no sistema hospitalar. Como ela possui uma modalidade de imagem, o departamento de radiologia poderia assumir a responsabilidade da sala para especialidade no manuseio, técnica, manutenção e razões de conectividade.
	Do ponto de vista do fluxo de trabalho do paciente, a sala poderia ser gerida pelo departamento de cirurgia e deveria, preferencialmente, estar situada próxima às demais instalações cirúrgicas, para garantir o atendimento adequado ao paciente e um transporte mais rápido.[1]

### Tamanho da sala e preparação
A instalação de uma sala híbrida é um desafio para hospitais com salas com tamanho padrão. Além do sistema de imagem exigir espaço adicional, há mais pessoas na sala do que em um centro cirúrgico tradicional. Um time de 8 a 20 pessoas, incluindo anestesistas, cirurgiões, enfermeiras, técnicos, perfusionistas, equipe de apoio, entre outros, podem trabalhar neste centro cirúrgico.
Dependendo do sistema de imagem escolhido, uma sala com 70 metros quadrados, incluindo sala de controle, mas excluindo sala técnica e área de preparação, é recomendada. São necessários também para a preparação da sala de 2-3 mm de escudo de chumbo e reforço no chão e teto de forma a suportar o peso adicional do sistema de imagem (aproximadamente 650-1800 kg).[1]

### Fluxo de trabalho
O planejamento de uma sala híbrida necessita do envolvimento de um número considerável de pessoas. Para garantir um fluxo de trabalho tranquilo na sala, todas as partes que trabalham nela devem declarar suas necessidades, o que irá impactar no design da sala e na determinação de vários recursos, como espaço, equipamentos médicos e de imagem. Isto pode exigir um profissional em gestão de projetos e diversas interações no processo de planejamento com o fornecedor do equipamento de imagem, uma vez que as interdependências técnicas são complexas. O resultado é sempre uma solução individual adaptada às necessidades e preferências da equipe interdisciplinar e do hospital.

### Iluminação, monitores e suportes[17]
Em geral, duas fontes diferentes de luz são necessárias em uma sala de operação: os focos cirúrgicos, utilizados em procedimentos abertos, e a iluminação ambiente para procedimentos intervencionistas. Atenção particular deve ser dada à possibilidade de se escurecer as luzes, o que é frequentemente necessário durante fluoroscopia ou endoscopia.
Para os focos cirúrgicos, é importante que eles cubram a área completa sobre a mesa da sala de operação e, além disso, eles não devem interferir com a altura e os caminhos de colisão de outros equipamentos. A posição de montagem mais frequente dos focos cirúrgicos é na região central, acima da mesa cirúrgica. Caso uma posição diferente seja escolhida, os focos devem ser movimentados de modo a atingir a região acima da mesa.
Devido à necessidade de um eixo central por lâmpada do foco, pelo menos dois eixos centrais e pontos de montagem podem ser necessários, a fim de garantir iluminação suficiente no campo cirúrgico.  O alcance de movimento do sistema de angiografia determina o posicionamento do foco cirúrgico, sendo que os eixos centrais devem estar fora do caminho de movimentação e rotação deste, o que é especialmente importante, uma vez que dispositivos presentes na sala têm seus requisitos mínimos de altura que devem ser cumpridos. Neste caso, o espaço livre na altura do foco cirúrgico pode se tornar um problema, o que torna a iluminação um item crítico no planejamento e design do processo. 
Outros aspectos no processo de planejamento dos focos cirúrgicos incluem evitar brilho intenso e reflexo. Focos cirúrgicos modernos podem ter características adicionais, como câmeras acopladas e capacidade de vídeo. Para a iluminação da área de incisão, um foco cirúrgico com braço duplo se torna necessário, sendo que algumas vezes um terceiro foco é necessário, em casos em que mais de uma atividade cirúrgica ocorre ao mesmo tempo, por exemplo, retirada de vasos da perna.
Resumidamente, os pontos importantes no planejamento do sistema de foco cirúrgico incluem:
•	Localização central sobre a mesa cirúrgica (impossível com sistemas montados no teto);
•	Foco com três lâmpadas para iluminação ideal em múltiplos campos cirúrgicos;
•	Suspensão possibilitando movimento independente e posicionamento estável dos focos;
•	Sistema modular com opção de extensão, por exemplo, monitor de vídeo e/ou câmera.

### Sistemas de imagem
A modalidade de aquisição de imagem mais utilizada em salas híbridas é com braço-C. De acordo com a opinião de especialistas, há um consenso de que o desempenho de braços-C móveis é insuficiente, devido à potência limitada do tubo, que impacta diretamente na qualidade da imagem, ao menor campo de visão em sistemas com intensificador de imagem, comparados aos sistemas com detector plano, e o sistema de resfriamento dos sistemas móveis pode levar a um superaquecimento depois de apenas algumas horas, o não é interessante, uma vez que há procedimentos cirúrgicos longos ou múltiplos procedimentos seguidos, que são necessários para a recuperação do investimento neste tipo de sala.
Braços-C fixos não têm essas limitações, porém, necessitam de mais espaço dentro da sala. Estes sistemas podem ser montados no chão, no teto, ou ambos, no caso de um sistema biplano. O último é o sistema preferencial caso cardiologistas pediátricos, eletrofisiologistas ou neurointervencionistas sejam os principais usuários da sala. Não é recomendado que um sistema biplano seja implementado se essas disciplinas clínicas não forem necessárias, uma vez que os componentes da estativa montada no teto podem comprometer a higiene/assepcia da sala.
De fato, alguns hospitais não permitem peças de operação diretamente acima do campo cirúrgico, pois partículas de poeira podem cair sobre o paciente aberto e causar infecções. Uma vez que qualquer sistema montado no teto inclui partes em movimento acima do campo cirúrgico e prejudica o fluxo de ar laminar, esses sistemas não são a opção correta para hospitais que seguem normas elevadas de higiene.
Há ainda outros fatores a se considerar para se decidir entre sistemas montados no chão e sistemas montados no teto. Este último exige amplo espaço no teto, portanto, reduz a opção de instalação de focos cirúrgicos e sistemas de suspensão de monitores. No entanto, muitos hospitais optam pelo sistema montado no teto devido à cobertura total do corpo e maior flexibilidade e – mais importante – sem movimentar a mesa. Tal flexibilidade é, por vezes, uma tarefa difícil e perigosa durante a cirurgia com diversos devices e cateteres que devem também ser movidos.
A movimentação da posição de estacionamento para a posição de trabalho durante a cirurgia, no entanto, é mais fácil com o sistema montado no chão, uma vez que o braço-C apenas rotaciona da lateral para a posição de trabalho, sem interferência com o anestesista. O sistema montado no teto, pelo contrário, durante a cirurgia, dificilmente pode se movimentar à posição de estacionamento sem que haja colisão com o equipamento de anestesia.
Em um ambiente superlotado, como um centro cirúrgico, sistemas biplanos aumentam a complexidade e interferência com a anestesia, exceto em neurocirurgia, onde a anestesia não se posiciona na extremidade da cabeça do paciente. Sistemas monoplanos, portanto, são claramente recomendados para salas utilizadas principalmente para cirurgia cardíaca.

### Mesa cirúrgica
A seleção da mesa cirúrgica depende da utilização primária do sistema. Mesas de intervenção com tampo flutuante, inclinação trendelemburg e lateral competem com mesas cirúrgicas flexíveis totalmente integradas. A identificação da mesa correta é um compromisso entre os requisitos cirúrgicos e intervencionistas, que podem ser mutuamente exclusivos.[1]
Cirurgiões, especialmente ortopedistas, gerais e neurocirurgiões, geralmente esperam uma mesa com tampo segmentado para posicionamento flexível do paciente. Para aquisição de imagem, uma mesa com tampo radiotransparente, possibilitando cobertura total do corpo, é necessária, por isso, são utilizados tampos de fibra de carbono. Intervencionistas exigem tampo flutuante que permitem movimentos rápidos e precisos durante a angiografia. Cirurgiões cardíacos e vasculares, em geral, necessitam menor quantidade de posicionamentos complexos, porém, baseado em sua experiência intervencionista em angiografia, podem utilizar movimentos motorizados da mesa e tampo.
Para o posicionamento dos pacientes no tampo da mesa, itens auxiliares estão disponíveis, por exemplo, almofadas dedicadas. Tampos de mesa realmente flutuantes não estão disponíveis para mesas cirúrgicas convencionais, sendo que tampos flutuantes de angiografia especificamente desenvolvidos para cirurgia com inclinação vertical e lateral são recomendados.Para atender as necessidades cirúrgicas típicas, trilhos laterais para montagem de equipamentos cirúrgicos, como afastadores ou detentores de membros, devem estar disponíveis para a mesa.
O posicionamento da mesa dentro da sala impacta também no fluxo de trabalho na cirurgia. Um posicionamento diagonal deve ser considerado, de forma a ganhar espaço, flexibilidade, e acesso ao paciente por todos os lados. De forma alternativa, uma mesa cirúrgica convencional pode ser combinada com o sistema de imagem caso seja ofertada a integração correspondente. A sala de operação pode ser utilizada, tanto com o tampo radiotransparente como com o tampo universal, que fornece melhores posicionamentos do paciente, porém, restringindo a imagem 3D.
O tampo universal é particularmente adequado para cirurgias ortopédicas ou neurocirurgias, e estas soluções integradas foram recentemente disponibilizadas comercialmente. Caso a sala esteja prevista para ser utilizada tanto para procedimentos híbridos como abertos, o tampo universal é recomendável, pois fornecem melhor fluxo de trabalho e flexibilidade, uma vez que são encaixáveis e podem ser facilmente trocados, porém, comprometem a imagem intervencionista.
Em resumo, aspectos importantes a serem levados em consideração são: a posição dentro da sala, radiolucência (tampo de fibra de carbono), compatibilidade e integração do sistema de imagem com a mesa cirúrgica, capacidade da mesa, ajuste de altura, mobilidade horizontal e inclinação vertical e lateral. É importante também a disponibilidade de acessórios adequados, como trilhos para suporte de equipamentos cirúrgicos, afastadores e suporte de câmera. Mesas angiográficas com tampo flutuante, inclinação trendelemburg e lateral, são mais adequadas para salas híbridas cardiovasculares.

## Dose de radiação[27]
A radiação dos raios-X é uma radiação ionizante, assim, exposição a ela é potencialmente prejudicial. Comparado com um braço-C móvel, que é classicamente utilizado em cirurgia, scanners CT e braços-C fixos operam com um nível de energia mais elevado, o que induz a maior dose. Portanto, é de extrema importância monitorar a dose de radiação aplicada em uma sala híbrida, tanto no paciente, como na equipe médica.
Existem algumas formas simples para proteger as pessoas dentro do centro cirúrgico da radiação dispersa. A consciência é uma questão crítica, caso contrário, as ferramentas de proteção podem ser negligenciadas. Dentre estas ferramentas estão: roupa de proteção, na forma de avental para o tronco, protetor de tireóide posicionado ao redor do pescoço e óculos de proteção, sendo que este pode ser substituído por um painel de chumbo suspenso no teto. Cortinas adicionais de chumbo podem ser instaladas ao lado da mesa para proteger a parte inferior do corpo, e medidas mais restritivas são aplicadas a membros da equipe médica que estejam em estágio de gravidez.
Uma medida bastante efetiva e óbvia de proteção, tanto para o paciente quanto para a equipe médica, é a menor aplicação de radiação. Há sempre uma troca entre dose de radiação e qualidade de imagem. Uma dose de raios-X mais elevada leva a uma imagem mais nítida, porém, a tecnologia moderna de software pode aprimorar a qualidade de imagem durante o pós-processamento, de modo que a mesma qualidade de imagem possa ser atingida com uma menor dose. A qualidade de imagem é descrita através de contraste, ruído, resolução e artefatos, e em geral, o princípio da ALARA (tão baixo quanto razoavelmente possível) deve ser seguido. A dose deveria ser a menor possível, porém, a qualidade da imagem só pode ser reduzida até um determinado nível em que o diagnóstico não seja comprometido, colocando o paciente em perigo.
Há medidas técnicas tomadas pelos fabricantes dos equipamentos de raios-X de modo a reduzir a dose constante e proporcionar opções para que a equipe médica possa reduzir a dose dependendo da aplicação clínica. Dentre eles estão o endurecimento do feixe, configuração da taxa de quadros, fluoroscopia pulsada e colimação.
Endurecimento de feixe: a radiação de raios-X consiste em partículas duras e moles, por exemplo, partículas com bastante energia e partículas com pouca energia. Exposição desnecessária é causada principalmente por partículas moles, uma vez que elas são fracas demais para atravessar o corpo, ficando no seu interior. Partículas duras, ao contrário, atravessam o paciente. Um filtro na frente do tubo de raios-X pode capturar as partículas moles, endurecendo, assim, o feixe. Isto diminui a dose sem impactar na qualidade da imagem.
Taxa de quadros: taxas de quadros altas (por exemplo, imagens adquiridas por segundo) são necessárias para visualizar movimentos rápidos sem efeitos estroboscópicos. No entanto, quanto maior a taxa de quadros, maior a dose de radiação. Portanto, a taxa de quadros deve ser escolhida de acordo com a necessidade clínica e ser tão baixa quanto razoavelmente possível (ALARA). Em cardiologia pediátrica, por exemplo, taxas de 60 pulsos/segundo são necessárias, comparado com 0,5 pulsos/segundo para objetos em movimento lento. A redução da taxa de pulso pela metade reduz a dose em aproximadamente também a metade. A redução de 30 p/s para 7,5 p/s resulta em uma economia de dose de 75%.
Quando é utilizada a fluoroscopia pulsada, a dose de radiação é aplicada somente em intervalos de tempo pré-determinados, assim, menor dose é utilizada de forma a produzir a mesma sequência de imagens. Para o tempo intermediário, a última imagem armazenada é exibida.[31]
Outra ferramenta para redução de dose é a colimação. Pode ser que, a partir do campo de visão fornecido pelo detector, apenas uma pequena parte seja interessante para a intervenção. O tubo de raios-X pode ser blindado nas partes que não são necessárias de serem visíveis pelo colimador, enviando dose ao detector apenas para as partes do corpo em questão. Braços-C modernos permitem navegação em imagens adquiridas sem fluoroscopia constante.